# Juri Wassiljewitsch Guljajew

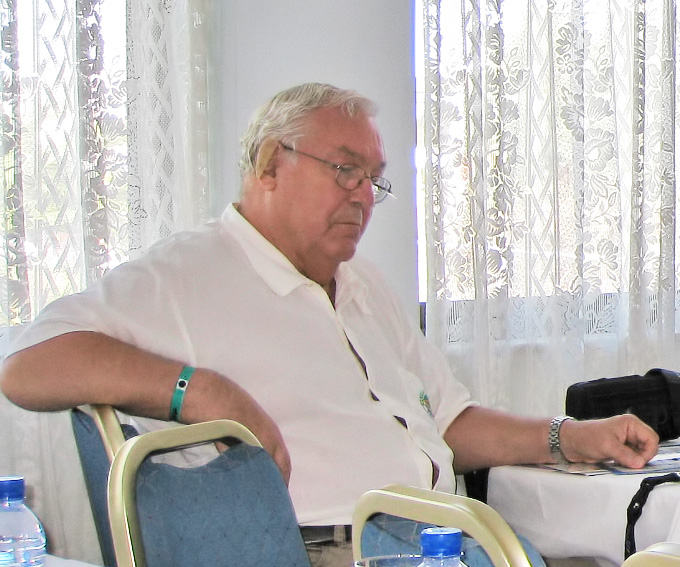
Juri Wassiljewitsch Guljajew (2010)

Juri Wassiljewitsch Guljajew (russisch Юрий Васильевич Гуляев; * 18. September 1935 in Tomilino bei Moskau) ist ein russischer Physiker und Hochschullehrer.

## Leben
Guljajew begann nach dem Mittelschulabschluss 1952 das Physik-Studium am Moskauer Institut für Physik und Technologie (MIPT), das er mit Spezialisierung auf Elektrodynamik 1958 mit Auszeichnung abschloss. Anschließend absolvierte er die Aspirantur im Institut für Radiotechnik und Elektronik (IRE) (jetzt Kotelnikow-Institut für Radiotechnik und Elektronik) der Akademie der Wissenschaften der UdSSR (AN-SSSR) und wurde 1962 mit seiner Kandidat-Dissertation über die Theorie der kinetischen Phänomene in Halbleitern zum Kandidaten der Physikalisch-Mathematischen Wissenschaften promoviert. 1964 trat er in die Kommunistische Partei der Sowjetunion ein. 1970 wurde er mit seiner Dissertation über die Theorie der Akustoelektronischen Phänomene im Festkörper zum Doktor der Physikalisch-Mathematischen Wissenschaften promoviert.
Ab 1971 leitete Guljajew den Lehrstuhl für Halbleiterelektronik der Fakultät für Physik- und Quantenelektronik des MIPT. 1988 wurde er Direktor des IRE. 1992 wurde er Mitglied des Präsidiums der nun Russischen Akademie der Wissenschaften (RAN). 2006 wurde er Gründungsdirektor des Instituts für Nanotechnologie und Mikroelektronik der RAN.
Guljajew wurde Präsident der Internationalen und Russischen Union der Wissenschafts- und Ingenieursgesellschaften sowie Leiter des Saratower Wissenschaftszentrum der RAN. Dazu wurde er Präsident der Prochorow-Ingenieursakademie der Russischen Föderation. Er war Mitherausgeber der Fachzeitschriften Physics-Uspekhi, Awtometrija, Akustik-Journal, Radiotechnik, Radio, Elektronik, Mikroelektronik, Physik und Halbleitertechnik und der Veröffentlichungsreihe Mathematik, Mechanik, Physik der Universität Tscheljabinsk sowie der populärwissenschaftlichen Zeitschrift Quant. 2010 wurde er Mitglied des Beratungsgremiums für das Innovationszentrum Skolkowo.
Als erste schlugen Guljajew und W. I. Pustowoit die Benutzung von akustischen Oberflächenwellen (AOW) für die Signalverarbeitung vor und dafür eine Piezoelement-Halbleiter-Schichtstruktur. Unabhängig von dem US-amerikanischen Physiker Bleustein entdeckte Guljajew einen neuen AOW-Typ, der als Bleustein-Gulyayev wave bekannt wurde. Zusammen mit seinen Mitarbeitern erforschte er eine neue Klasse von kinetischen Phänomenen in leitfähigen Festkörpern im Zusammenhang mit der Elektronenanregung durch akustische Wellen. Untersucht wurden Resonanz- und nichtlineare akustooptische Effekte. Vorhergesagt wurden Spinwellen zweiter Art, deren Wechselwirkung mit Elektronen in Ferromagnetika und Ferromagnetikum-Halbleiter-Schichtstrukturen untersucht wurde. Vorhergesagt wurde die Abhängigkeit des Fotowiderstandes von der Polarisation des einfallenden Lichts. Vorhergesagt und experimentell bestätigt wurde die Elektronenautoemission aus Kohlenstoffnanoröhren im Vakuum.

## Ehrungen und Auszeichnungen
- Staatspreis der UdSSR (1974 und 1984)
- EPS Europhysics Prize (1979, gesponsert von Hewlett-Packard)
- Staatspreis der Russischen Föderation (1993 und 2006)
- Verdienstorden für das Vaterland IV. Klasse (1995)
- Popow-Goldmedaille der Russischen Akademie der Wissenschaften (1995)
- Die Internationale Astronomische Union verlieh 1995 dem Asteroiden 1976 YB2 den Namen (6942) Yurigulyaev.
- Verdienstorden für das Vaterland III. Klasse (1999)
- Ehrenmitglied der Moldauischen Akademie der Wissenschaften (2000)[5]
- Orden der Ehre (2006)
- Marschall Schukow-Staatspreis der Russischen Föderation (2013)

1979 wurde Guljajew zum korrespondierenden und 1984 zum Vollmitglied der Akademie der Wissenschaften der UdSSR (ab 1992 Russische Akademie der Wissenschaften) gewählt.